# Consiliul de Securitate al ONU

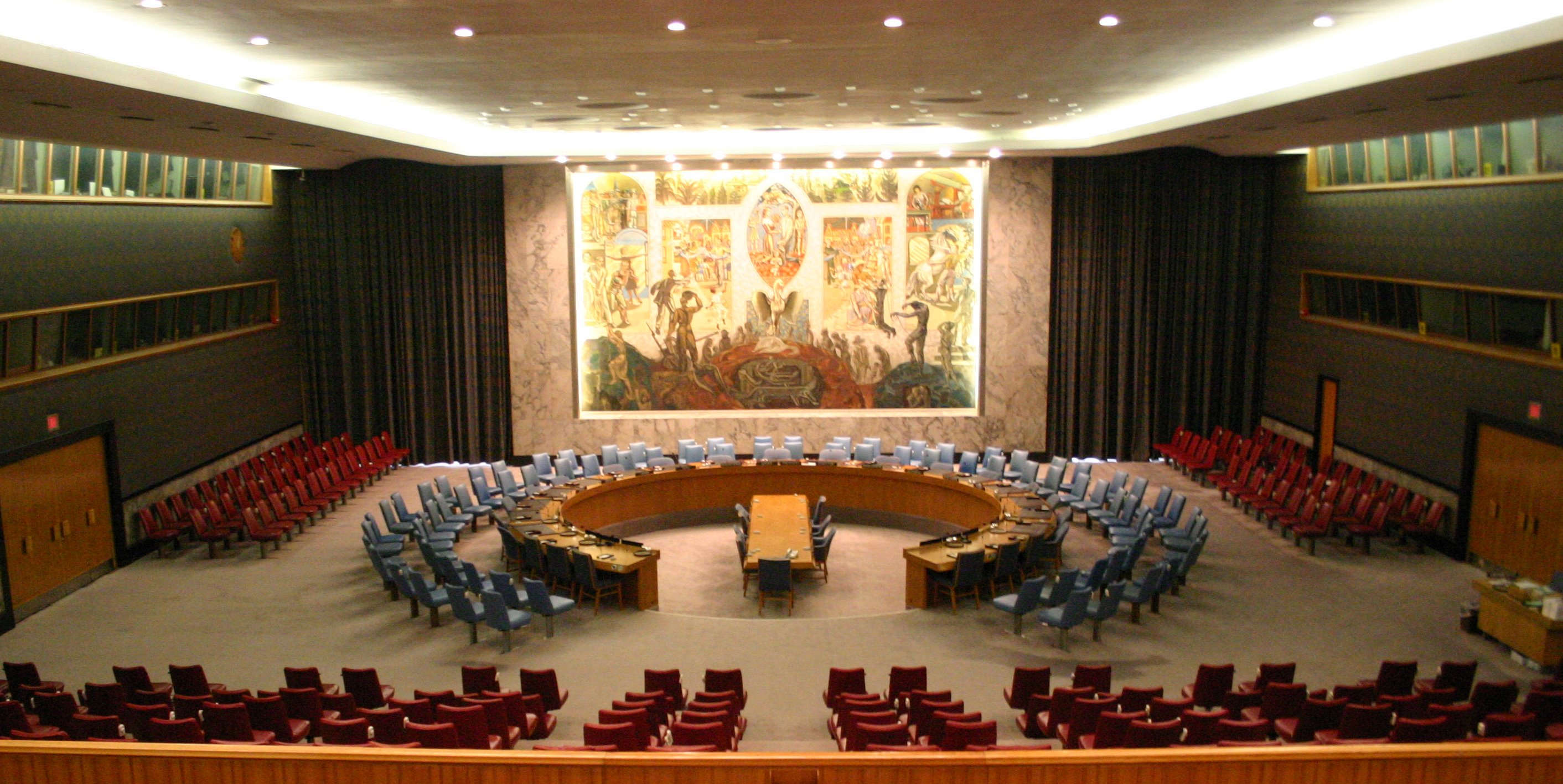
Sala Consiliului de Securitate

Consiliul de Securitate al ONU (CSNU) este unul din principalele organe ale Națiunilor Unite, însărcinat cu menținerea păcii și securității internaționale. Rolul său, descris în Carta Națiunilor Unite, include stabilirea de operațiuni de menținere a păcii, instituirea de sancțiuni internaționale, precum și autorizația de acțiuni militare. Rolul Consiliului de Securitate este exercitat prin intermediul rezoluțiilor Consiliului.
Prima sesiune a Consiliului de Securitate a avut loc în data 17 ianuarie 1946 la Church House⁠(en)[traduceți], sediul din Londra al Bisericii Anglicane.
Încă de la prima ședință, Consiliul, care există în sesiune permanentă, s-a reunit pe plan global, având întâlniri în mai multe orașe, cum ar fi Paris și Addis Abeba, apoi pe cele curente din New York.
Consiliul de Securitate este format din 15 membri, format din membri permanenți și membri aleși. Această structură de bază este stabilită în capitolul V al Cartei ONU.
Membrii Consiliului de Securitate trebuie să fie întotdeauna prezenți la sediul ONU din New York, astfel încât Consiliul de Securitate să se poată întâlni în orice moment. Această cerință a Cartei Organizației Națiunilor Unite a fost adoptată pentru a evita un punct slab al Ligii Națiunilor, faptul că organizația a fost de multe ori în imposibilitatea de a răspunde rapid la o criză.

## Membrii permanenți
Consiliului de Securitate are cinci membri permanenți cu putere de veto asupra oricărei rezoluții a Consiliului:
- China
- Franța
- Federația Rusă
- Regatul Unit
- Statele Unite ale Americii

Cei cinci membri permanenți sunt cele cinci puteri victorioase ale celui de-al doilea război mondial, și de la întemeierea ONU, în 1946, Consiliul de Securitate a fost format din Franța, Republica China, Marea Britanie, Statele Unite și URSS (astăzi Rusia). Au avut loc două schimbări de atunci, deși nu au fost reflectate în articolul 23 din Carta Națiunilor Unite, deoarece nu a fost modificată în consecință:
- Inițial, locul Chinei a fost ocupat de către Republica China, dar ca urmare a impasului din războiul civil chinez, în 1949, au existat două state care pretindeau a reprezenta China; de atunci ambele pretind teritoriul celeilalte și reprezentarea internațională. În 1971, locul chinez la Organizația Națiunilor Unite a fost atribuit, prin Rezoluția Adunării Generale a ONU 2758, Chinei Comuniste, iar Republica China a pierdut calitatea de membru din toate organizațiile ONU.
- Rusia, fiind succesorul legal de stat a Uniunii Sovietice după ce acesta din urmă a dispărut în 1991, a obținut locul sovietic, inclusiv în Consiliul de Securitate.

Cei cinci membri permanenți ai Consiliului de Securitate sunt singurele națiuni recunoscute ca posesoare de arme nucleare sub tratatul de neproliferare nucleară, cu toate că unele țări cu arme nucleare nu au semnat tratatul. Statutul de țară cu arsenal nuclear nu este rezultatul calității lor de membru al Consiliul de Securitate, cu toate că, uneori, este folosit ca o justificare pentru prezența lor neîntreruptă în Consiliul de Securitate. India , Pakistan  și Coreea de Nord  dețin arme nucleare în-afara cadrului stabilit în tratatul de ne-proliferare nucleară. În pofida unei aparente recunoașteri a prim-ministrului Ehud Olmert , Israelul nu a confirmat și nici nu a negat oficial că deține arme nucleare, dar în general se crede că le posedă .

## Membrii aleși
Zece membri sunt aleși de Adunarea Generală pentru doi ani, începând cu 1 ianuarie, cinci membri sunt schimbați în fiecare an. Membrii sunt aleși de către grupuri regionale și confirmate de către Adunarea Generală a Națiunilor Unite. Blocul african alege trei membri; America Latină și Caraibe, Asia și Europa de Vest și alte blocuri aleg doi membri fiecare, iar Europa de Est în bloc, alege un membru. De asemenea, unul dintre membri este o țară arabă, alternativ, de la bloc Asiatic sau African.
Membrii aleși actualmente, cu regiunile din care au fost aleși să reprezinte, sunt:
| Țara      | Blocul Regional           |
| --------- | ------------------------- |
| Danemarca | Europa de Vest și alții   |
| Grecia    | Europa de Vest și alții   |
| Slovenia  | Europa de Est             |
| Guyana    | America Latină și Caraibe |
| Panama    | America Latină și Caraibe |

| Țara          | Blocul Regional     |
| ------------- | ------------------- |
| Coreea de Sud | Grupul Asia-Pacific |
| Pakistan      | Grupul Asia-Pacific |
| Algeria       | Africa              |
| Sierra Leone  | Africa              |
| Somalia       | Africa              |

## Președintele Consiliului de Securitate
Rolul de președinte al Consiliului de Securitate constă în stabilirea ordinii de zi, prezidarea reuniunile Consiliului și supervizarea oricărei crize. Președintele este autorizat să facă declarații  și să elibereze note , care sunt utilizate pentru a face declarații de intenție în numele întregului Consiliu de Securitate . Președinția se schimbă în ordinea alfabetică a numelor în limba engleză a membrilor Consiliului de Securitate al Națiunilor Unite; ea este deținută de către Mexic pe luna aprilie 2009.

## Statutul de non-membri
Un stat care este membru al ONU, dar nu și al Consiliului de Securitate poate participa la discuțiile Consiliului de Securitate în cazul în care Consiliul este de acord cu faptul că interesele respectivului stat sunt afectate în mod deosebit. De obicei non-membrii sunt invitați să participe, atunci când sunt părți la litigiile discutate de Consiliu.

## Rolul Consiliului de Securitate
În conformitate cu capitolul VI din Cartă, „Soluționarea pașnică a litigiilor”, Consiliul de Securitate „poate investiga orice diferend sau orice situație care ar putea conduce la fricțiuni internaționale sau la naștere unui litigiu”. Consiliul poate „recomanda procedurile adecvate sau metodele de ajustare” în cazul în care stabilește că situația ar putea pune în pericol pacea și securitatea internațională. Aceste recomandări nu sunt obligatorii pentru membrii ONU.
În conformitate cu capitolul VII, Consiliul are o mai largă putere de a decide ce măsuri trebuie să fie luate în situații care implică „amenințări la adresa păcii, de încălcări de pace, sau de acte de agresiune”.
Rolul internațional de securitate colectivă al ONU este definit de Carta Națiunilor Unite, care conferă Consiliului de Securitate puterea de a:
- Investiga orice situație de punere în pericol a păcii internaționale;
- Recomanda proceduri pentru rezolvarea pașnică a unui litigiu;
- Face apel la alte state ale Națiunilor Unite pentru a întrerupe, complet sau parțial, relațiile economice, precum și maritime, aeriene, poștale și de comunicații radio cu anumite state;
- Pune în aplicare deciziile sale militare prin orice mijloace necesare;
- Evita conflictele și menține accentul de cooperare;
- Recomanda noul secretar general la Adunarea Generală (Art. 97 al Cartei).

Statutul de la Roma al Curții Penale Internaționale recunoaște autoritatea Consiliului de Securitate de a se referi la cazurile curții, în cazul în care Curtea nu și-a putut exercita jurisdicția altfel .
Consiliul și-a exercitat această putere pentru prima dată în martie 2005, cu privire la „situația existentă în Darfur, începând cu 1 iulie 2002” ; deoarece Sudanul nu este parte semnatară  Statutului de la Roma, Curtea nu a putut să-și exercite altfel competența.

### Responsabilitatea de a proteja
Rezoluția 1674 a Consiliului de Securitate, adoptată la 28 aprilie 2006, „reafirmă dispozițiile 
de la punctele 138 și 139 din Documentul final de la Summit-ul mondial din 2005 cu privire la responsabilitatea de a proteja populația civilă împotriva genocidului, crimelor de război, de epurare etnică și crime împotriva umanității” . Rezoluția Consiliului angajează la acțiune pentru a proteja civilii din conflictele armate.

## Rezoluții
Rezoluțiile Consiliului de Securitate sunt obligatorii în cazul în care sunt făcute în conformitate cu prevederile Capitolului VII (acțiune cu privire la amenințările la adresa păcii, de încălcare a păcii, și a actelor de agresiune) al Cartei. Rezoluțiile făcute în conformitate cu prevederile Capitolului VI (soluționarea pașnică a litigiilor), cu toate acestea, nu au mecanisme de aplicare și sunt, în general, considerate a fi nu obligatorii în conformitate cu dreptul internațional .

## Critici
Au existat critici cu privire la faptul că cei cinci membri permanenți ai Consiliului de Securitate al ONU, care sunt puteri nucleare, au creat un club nuclear ale cărui competențe sunt „bifate” (cu alte cuvinte sunt controlate de ei înșiși). Spre deosebire de Adunarea Generală a Organizației Națiunilor Unite, Consiliul de Securitate nu are o adevărată reprezentare internațională. Acest lucru a dus la acuzații că CSNU ia hotărâri în funcție de interesele strategice și politice ale membrilor permanenți, în special în intervențiile umanitare: de exemplu, protejarea Kuweit-ului (bogat în resurse petroliere) în anul 1991, dar protejarea neadecvată a Rwandei (săracă în resurse) în 1994 . Orice națiune poate fi aleasă pentru a servi temporar în Consiliul de Securitate, dar criticii au sugerat că acest lucru este inadecvat. De fapt, susțin ei, numărul membrilor permanenți ar trebui să fie extins pentru a include și non-puteri nucleare, ceea ce ar democratiza instituția . Au existat și opinii, în unele țări, care au susținut eliminarea completă a conceptului de membru permanent; sub guvernul lui Paul Martin, Canada a pledat pentru această abordare .

## Reforma Consiliului

Națiunile G4 (Brazilia, Germania, India și Japonia) sunt susținute pentru a accede în Consiliul de Securitate în calitate de membri permanenți.

Discuțiile cu privire la creșterea numărului de membri permanenți au fost inițiate de țările care au înregistrat cea mai puternică cerere pentru locuri permanente: Brazilia, Germania, India și Japonia. Într-adevăr, Japonia și Germania se numără printre cei mai mari finanțatori ai ONU, în timp ce Brazilia, cea mai mare națiune sud-americană și India cea mai populată democrație, sunt două dintre cele mai mari contribuitoare cu trupe sub mandatul ONU pentru pace. Așa-numitul grup de țări „Unificarea de consens” se opune acestui proiect.
Kofi Annan, fostul Secretar General ONU,  a cerut ca o echipa de consultanți să vină cu recomandări pentru reforma Națiunilor Unite, până la sfârșitul anului 2004... O măsură propusă este de a spori numărul de cinci membri permanenți.

## Sala de ședințe
Sala de lucru a Consiliului de Securitate, din cadrul Clădirii de conferințe a ONU, proiectată de arhitectul norvegian Arnstein Arneberg, a fost donată de Norvegia. Pictura murală a pictorului norvegian Per Krogh reprezintă o renaștere a păsării Phoenix din cenușă, simbol al renașterii lumii după cel de-al doilea război mondial. În tapițeria albastră și aur de mătase și în draperiile de la ferestre apar ancora credinței, grâul, simbol al speranței, și inima, simbol al carității .